# 25
25 (XXV) a fost un an obișnuit al calendarului iulian, care a început într-o zi de miercuri.

## Nașteri
- dată necunoscută: Papa Anaclet  (d. ?)
- dată necunoscută: Gaius Musonius Rufus  (d. 95)
- dată necunoscută: Caius Iulius Vindex  (d. 68)